# Tutancâmon
Tutancâmon(pt-BR) ou Tutancámon(pt), Tutancamon(pt-BR) ou ainda Tutankhamon (c. 1 341 a.C. — c. 1 323 a.C.) foi um faraó da décima oitava dinastia (governou de c. 1332–1323 a.C. na cronologia egípcia), durante o período da história egípcia conhecido como Império Novo. Desde a descoberta de sua tumba intacta, foi referido coloquialmente como Rei Tut. Seu nome original, Tutancáton, significa "Imagem viva de Áton", enquanto que Tutancâmon significa "Imagem viva de Amom". Em hieróglifos, o nome Tutankhamun era tipicamente escrito Amen-tut-ankh, devido a um costume dos escribas de colocarem um nome divino no começo de uma frase para a reverência apropriada. Tutancâmon é possivelmente Nibhurrereya mencionado nas Cartas de Amarna e provavelmente o rei da dinastia XVIII, Rathotis, que, de acordo com Manetão, um historiador antigo, reinou por apenas nove anos — uma hipótese que está de acordo com a versão de Flávio Josefo do epítome de Manetão.
A descoberta de 1922 por Howard Carter da tumba de Tutancâmon, financiada por Lord Carnarvon, recebeu cobertura da imprensa mundial. Isso despertou um renovado interesse público pelo antigo Egito, do qual a Máscara mortuária de Tutancâmon continua sendo um símbolo popular. Exibições de artefatos de sua tumba percorreram várias exposições internacionais. Em fevereiro de 2010, os resultados do teste de DNA confirmaram que ele era o filho da múmia encontrada na tumba KV55, que alguns acreditavam ser Aquenáton. Sua mãe era a irmã e a esposa de seu pai, cujo nome é desconhecido, mas cujos restos mortais são positivamente identificados como a múmia "Dama Jovem" (pt-BR) (pt)  encontrada na tumba KV35 (Possivelmente Nefertiti).

## Vida
Tutancâmon era filho de Aquenáton (anteriormente Amenhotep IV) com alguma irmã do próprio Aquenáton ou possivelmente uma de suas primas. Ainda como príncipe, era conhecido como Tutancaten. Ele subiu ao trono em 1333 a.C., com a idade de nove ou dez anos, assumindo o nome Nebkheperure. Sua ama de leite foi uma mulher chamada Maia, segundo conta em seu túmulo em Sacará. Seu professor foi Sennedjem.
Quando se tornou rei, se casou com uma meia-irmã chamada Anquesenpaton, que mais tarde mudou seu nome para Anquesenamon. Tiveram duas filhas, nenhuma das quais sobreviveu a infância. Estudo de tomografia computadorizada lançados em 2011 revelam que uma filha nasceu prematuramente aos 5-6 meses de gestação e a outra a termo, aos 9 meses. A filha que nasceu aos 9 meses de gestação tinha espinha bífida, escoliose e deformidade de Sprengel (uma condição que afeta a posição da escápula).

## Reinado

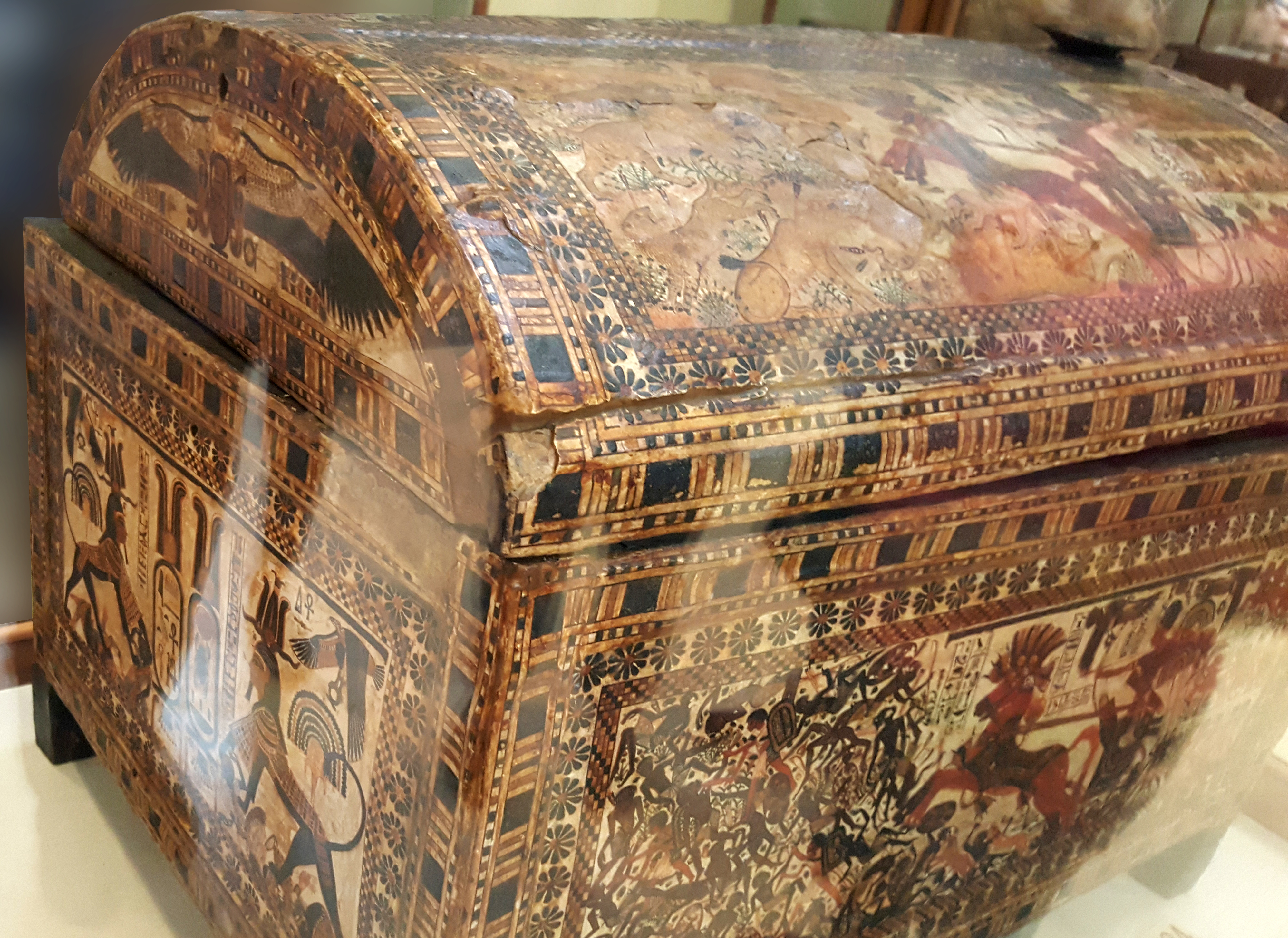
Caixa pintada com cenas de Tutancâmon combatendo os núbios e asiáticos

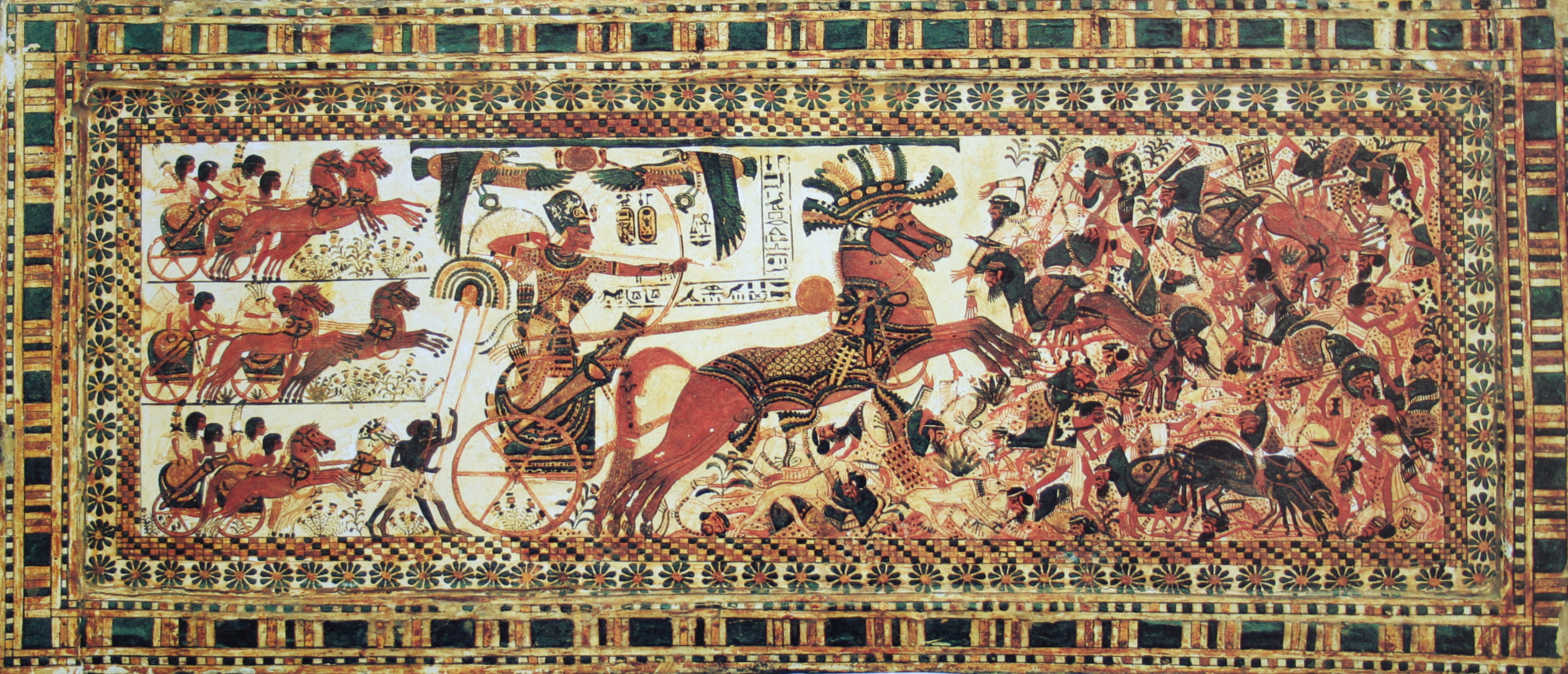
Detalhe da pintura frontal da caixa

Dada a sua idade, o rei provavelmente tinha conselheiros muito poderosos, presumivelmente incluindo o General Horemebe (grão-vizir, o possível filho de Aí na lei e sucessor) e o grão-vizir Aí (que sucedeu a Tutancâmon). Horemebe registra que o rei o nomeou "senhor da terra" como príncipe hereditário para manter a lei. Ele também notou sua capacidade de acalmar o jovem rei quando seu temperamento se agitava.
Em seu terceiro ano de reinado, sob a influência de seus conselheiros, Tutancâmon reverteu várias mudanças feitas durante o reinado de seu pai. Ele terminou a adoração do deus Áton e restaurou o deus Amom à supremacia. A proibição do culto de Amom foi suspensa e os privilégios tradicionais foram restaurados ao seu sacerdócio. A capital foi transferida de volta para Tebas e a cidade de Aquetatem foi abandonada. Foi quando ele mudou seu nome para Tutancâmon, "Imagem viva de Amom", reforçando a restauração de Amom.[carece de fontes?]
Como parte de sua restauração, o rei iniciou projetos de construção, em particular em Carnaque em Tebas, onde dedicou um templo a Amom. Muitos monumentos foram erguidos, uma inscrição na porta do seu túmulo declara que o rei havia "passado a vida modelando as imagens dos deuses". Os festivais tradicionais foram novamente celebrados, incluindo os relacionados com o Touro Ápis, o Horemaquete e o Festival de Opet. Sua estela de restauração diz:
“Os templos dos deuses e deusas ... estavam em ruínas. Seus santuários estavam desertos e cobertos pelo mato. Seus santuários estavam tão esquecidos que suas cortes eram usadas como estradas... os deuses viraram as costas para esta terra... Se alguém fizesse uma oração a um deus por um conselho, ele nunca responderia.”
O país estava economicamente fraco e em tumulto após o reinado de Aquenáton. As relações diplomáticas com outros reinos foram negligenciadas, e Tutancâmon buscou restaurá-las, em particular as relações com os Mitani. A evidência de seu sucesso é sugerida pelos presentes de vários países encontrados em sua tumba. Apesar de seus esforços para melhorar as relações, foram registradas batalhas contra os núbios e asiáticos em seu templo mortuário em Tebas. Seu túmulo continha armaduras corporais, bancos dobráveis apropriados para campanhas militares e arcos, além dele ter treinado o arco e flecha. No entanto, dada a sua juventude (morto aos 19 anos de idade) e deficiências físicas que pareciam exigir o uso de uma bengala para caminhar, a maioria dos historiadores especula que não participou pessoalmente dessas batalhas.

## Saúde e aparência
Tutancâmon era magro e tinha quase 1,67 m de altura. Ele tinha grandes incisos frontais e a arcada dentária superior projetada para frente, característica da linhagem real tuteméssida à qual pertencia. Entre setembro de 2007 e outubro de 2009, várias múmias foram submetidas a estudos antropológicos, radiológicos e genéticos detalhados, como parte do King Tutankhamun Family Project. A pesquisa mostrou que Tutancâmon também tinha "um pouco de fissura palatina" e possivelmente um caso leve de escoliose, uma condição médica na qual a coluna se desvia para o lado da posição normal. Foi postulado no documentário de 2002 "Assassination of King Tut" para o Discovery Channel que ele sofria de síndrome de Klippel-Feil, mas a análise subsequente excluiu isso como um diagnóstico aceitável. O exame do corpo de Tutancâmon também revelou deformações no pé esquerdo, causadas por necrose do tecido ósseo. A aflição pode ter forçado Tutancâmon a andar com o uso de uma bengala, muitas dos quais foram encontrados em sua tumba. Nos testes de DNA da múmia de Tutancâmon, os cientistas encontraram DNA dos parasitas transmitidos por mosquitos que causam a malária. Esta é atualmente a mais antiga prova genética conhecida da doença. Mais de uma cepa do parasita da malária foi encontrada, indicando que Tutancâmon contraiu múltiplas infecções por malária. De acordo com a National Geographic, "a malária enfraqueceu o sistema imunológico de Tutancâmon e interferiu na cicatrização de seu pé. Esses fatores, combinados com a fratura em seu osso da coxa esquerda, que cientistas descobriram em 2005, pode ter sido o que acabou matando o jovem rei".

## Morte

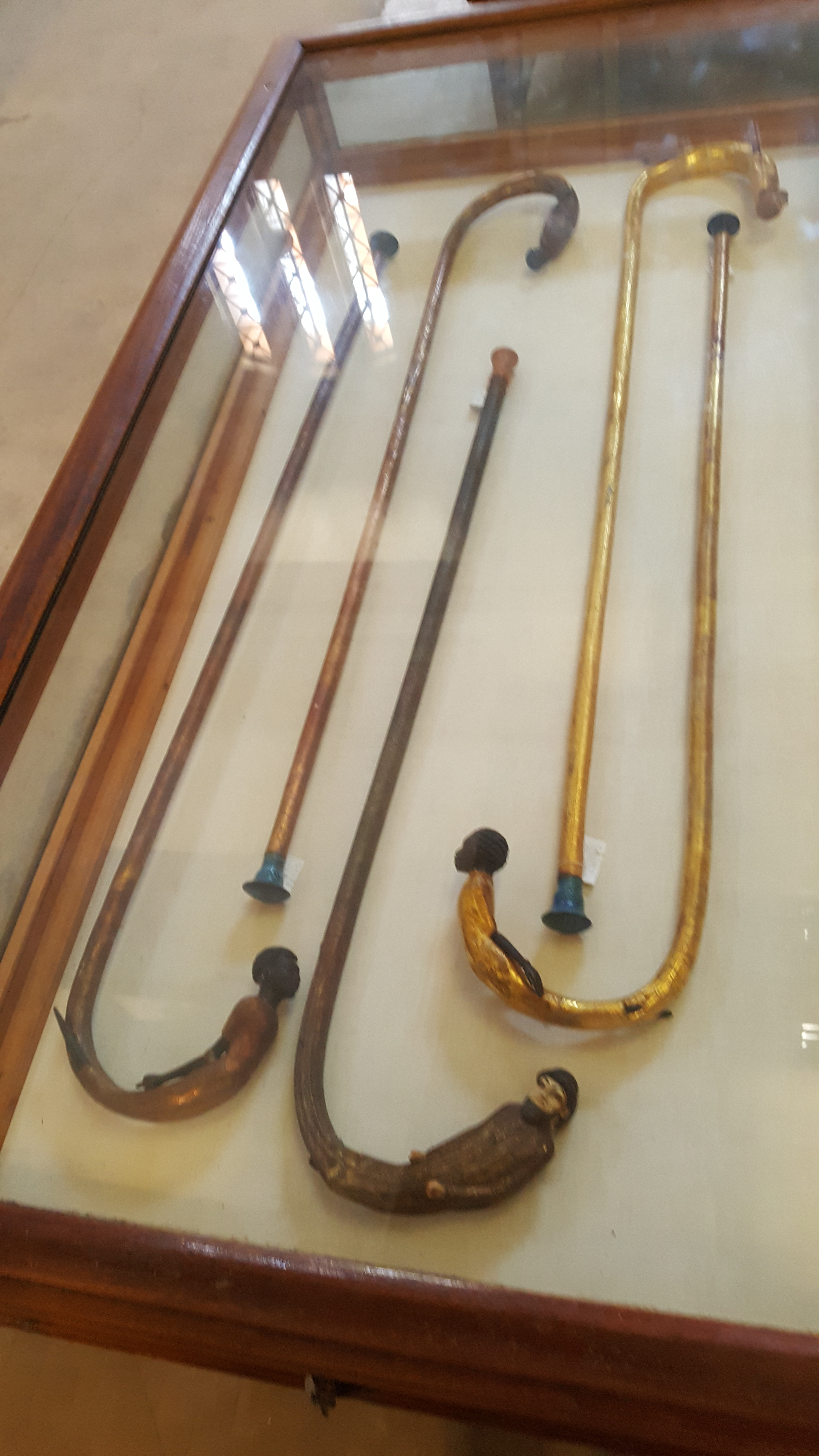
Algumas das 130 bengalas e esteios de Tutancâmon. Alguns estudiosos sugerem que o rei foi enterrado com esses itens porque precisava de auxílio para caminhar, no entanto, outros reis da 18a dinastia também usaram o acessório.

## Tumba

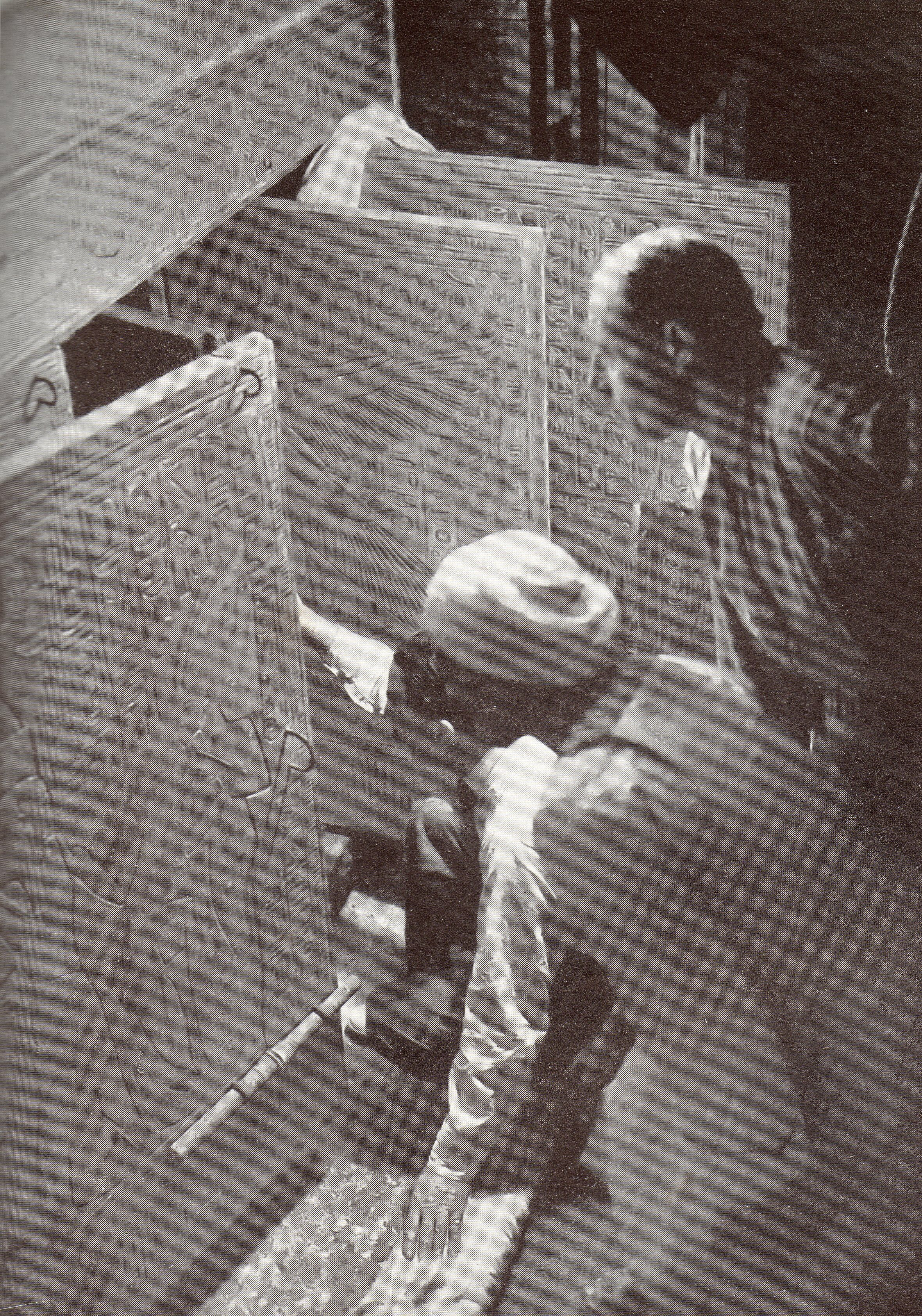
Howard Carter e associados abrindo as portas do santuário na câmara funerária (1924 reconstrução do evento de 1923)

### "Maldição" do faraó

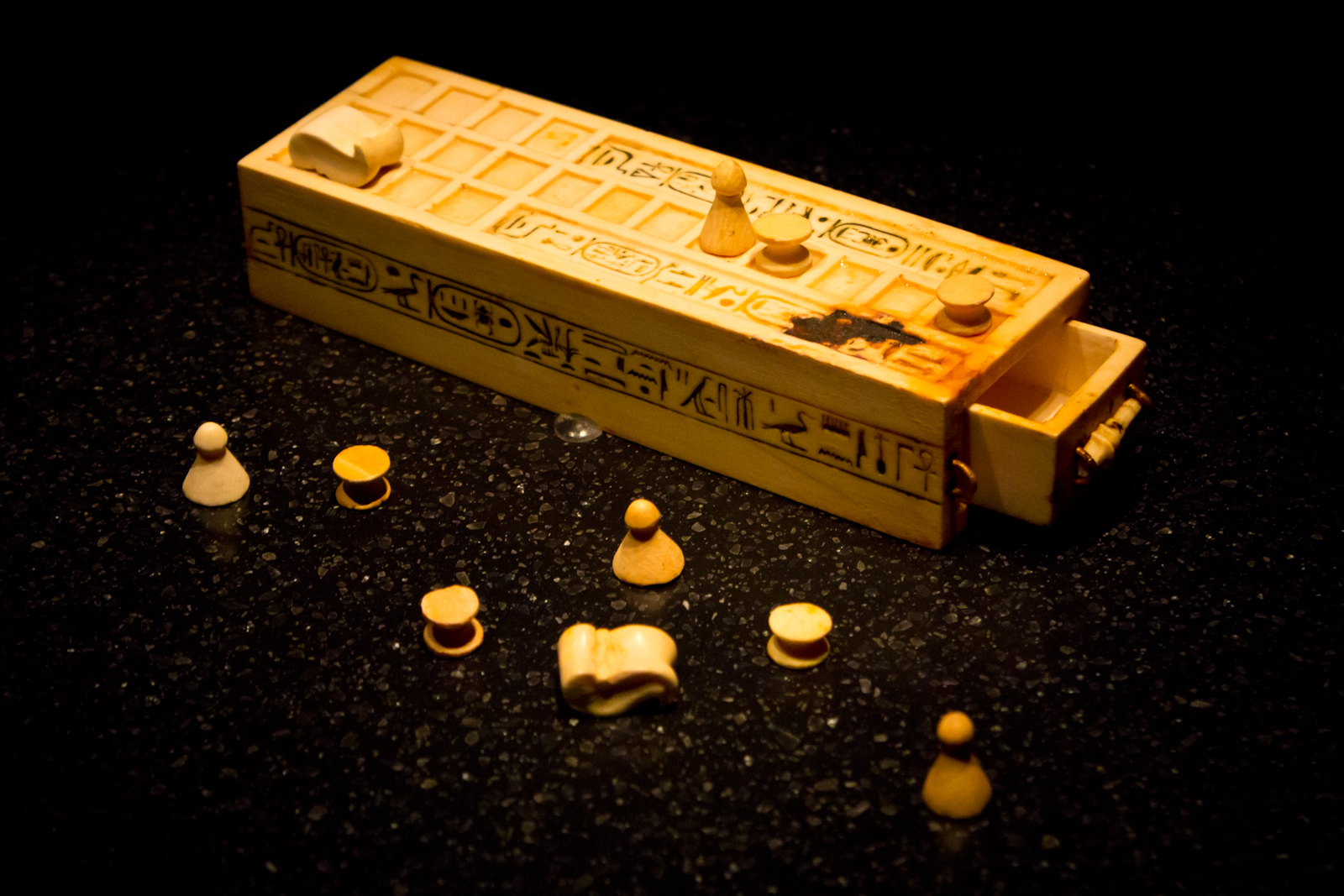
O senet, um jogo de tabuleiro que ensinava sobre a vida após a morte
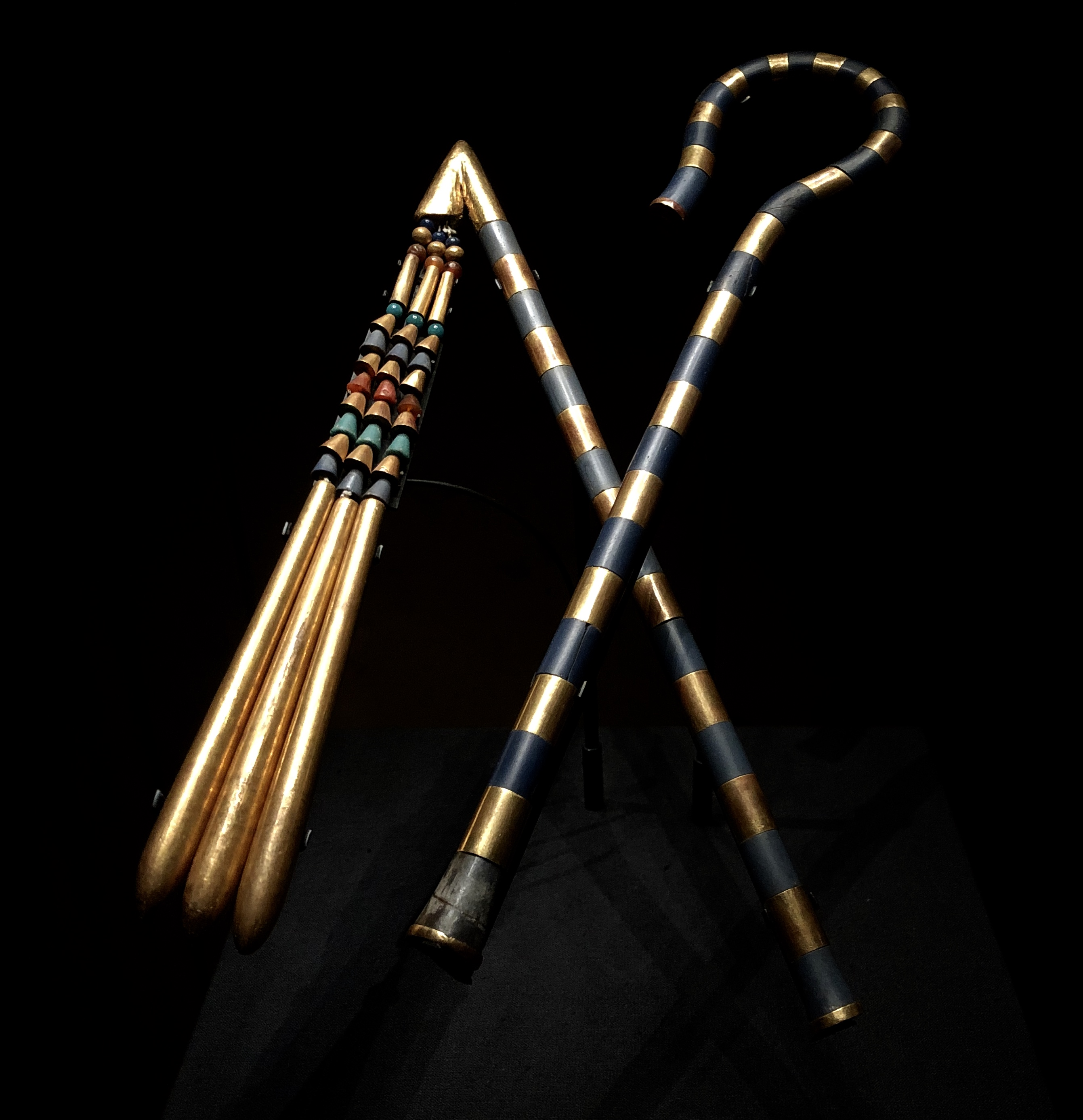
Cajado(heka) e mangual (nekhakha)
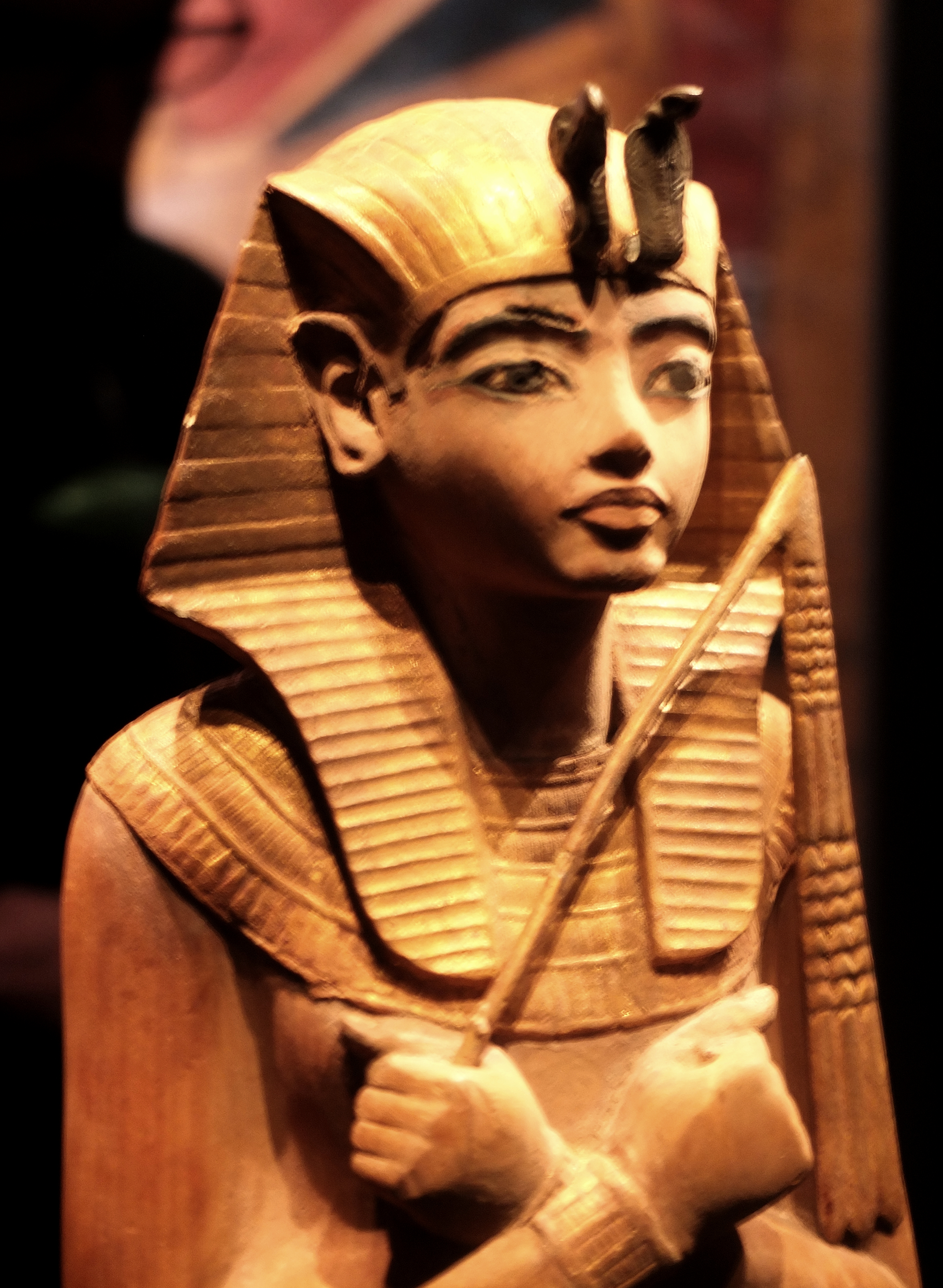
Uma das 413 Ushabtis encontradas na tumba
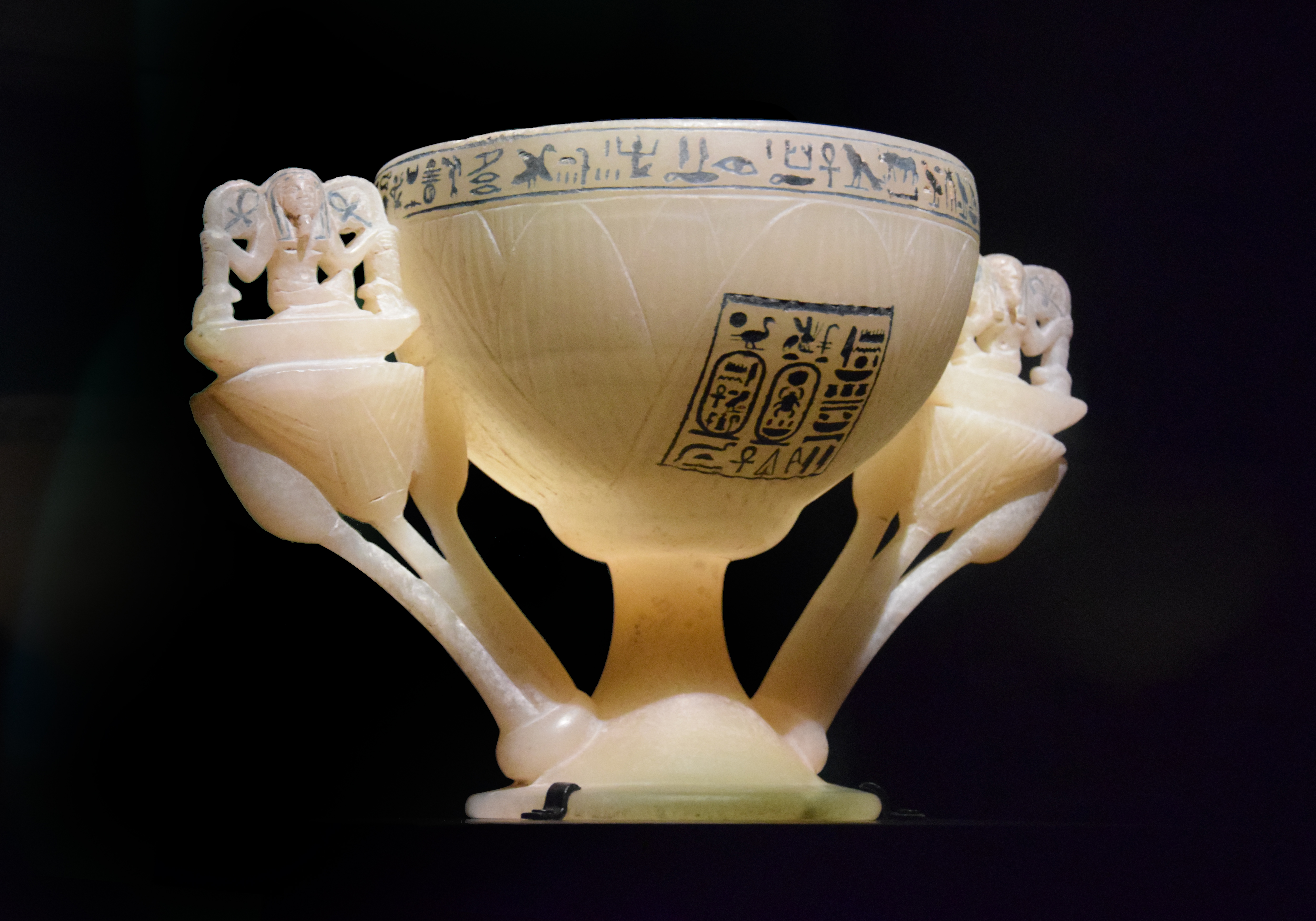
Cálice de alabastro feito de uma peça única da pedra,
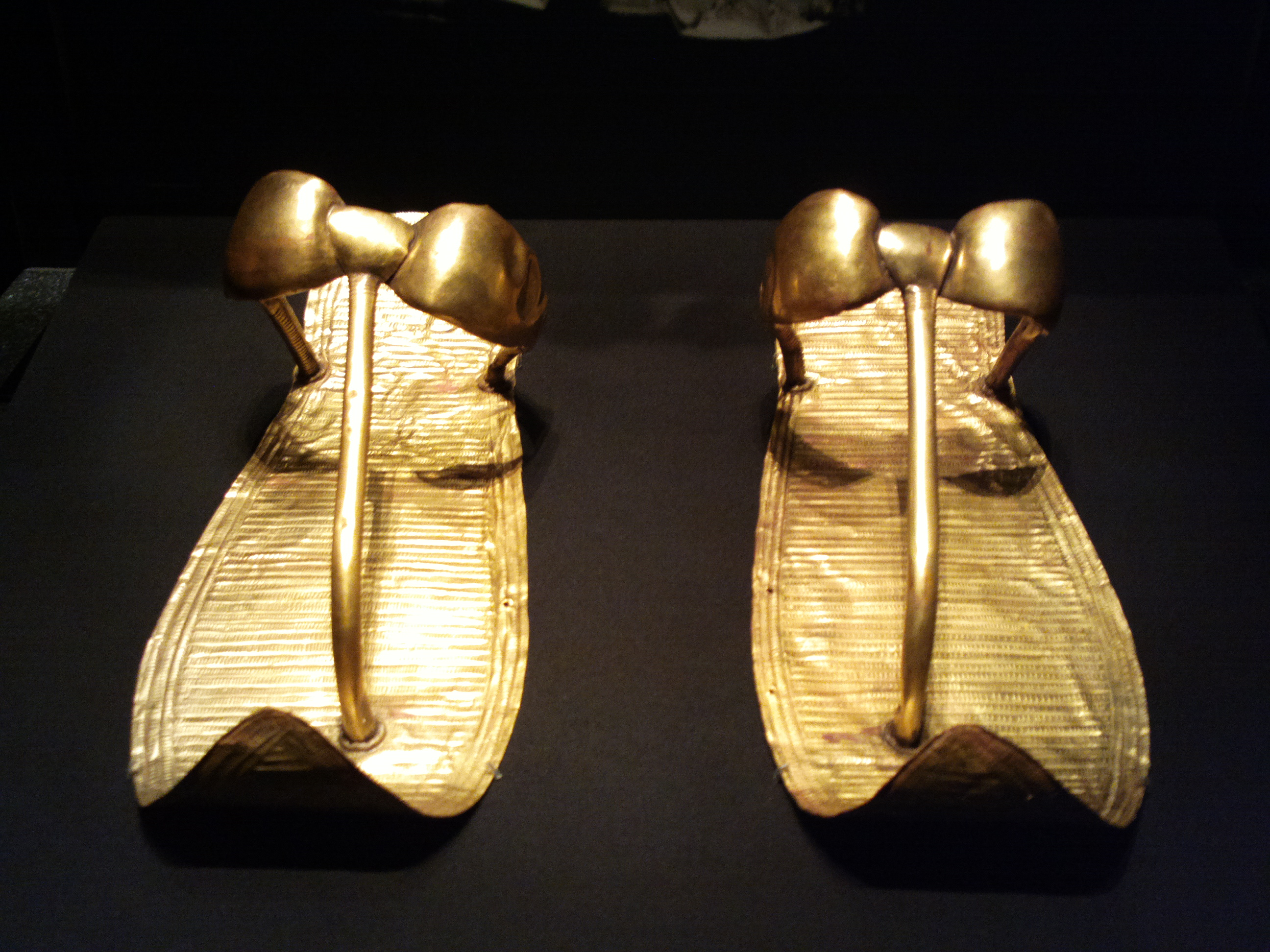
Sandálias douradas
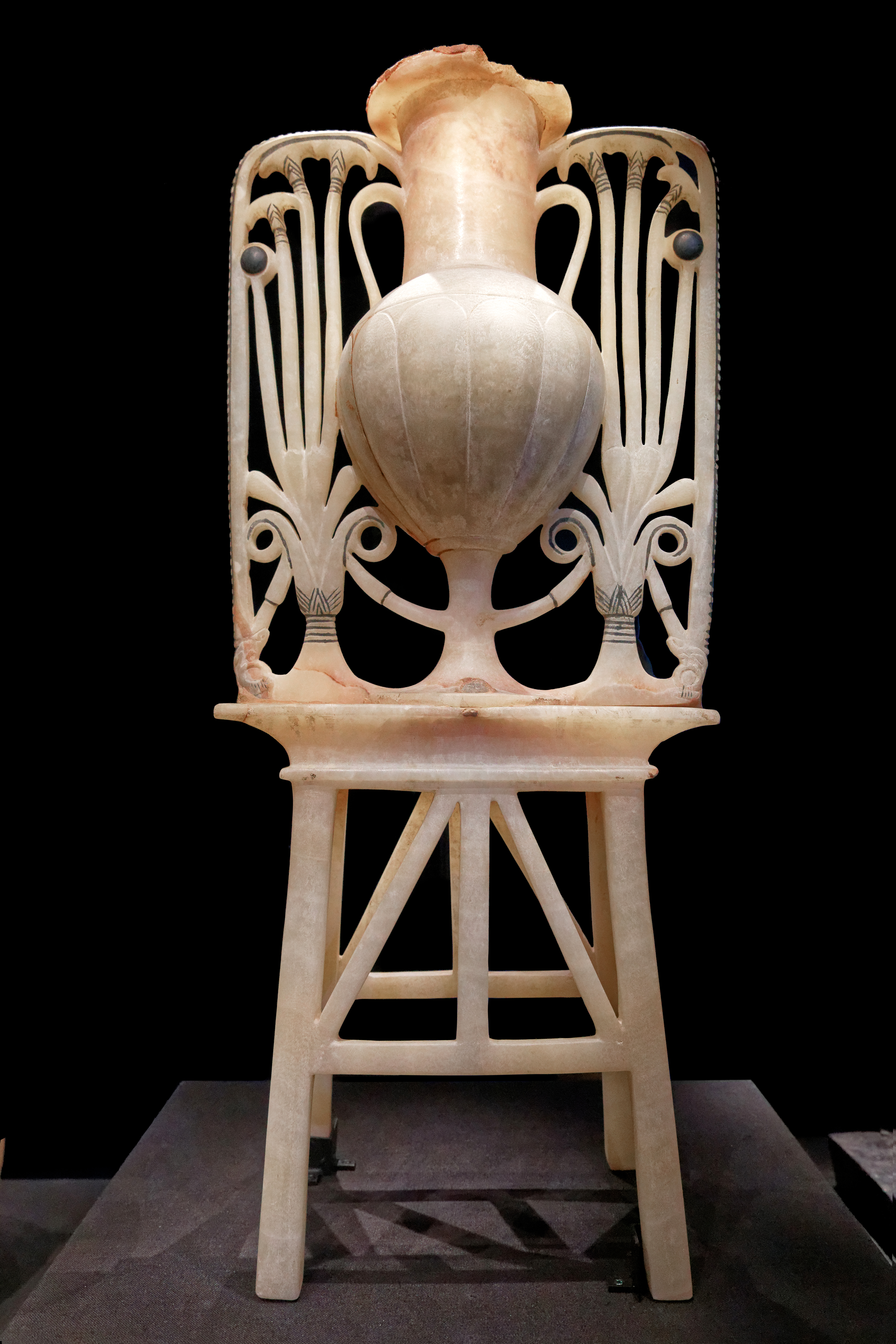
Vaso esculpido em calcita
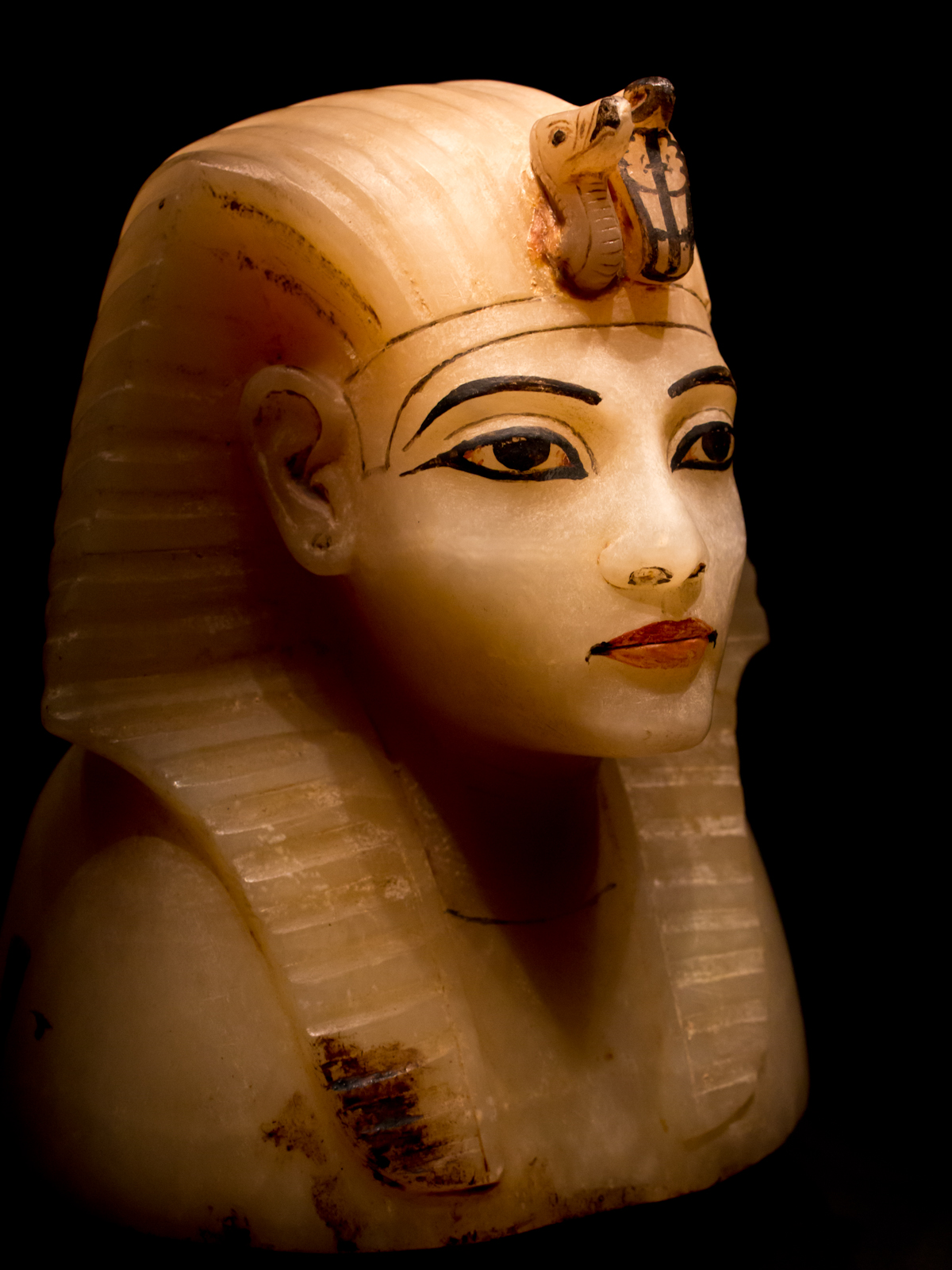
Tampo de um dos vasos canópicos, esculpido em calcita
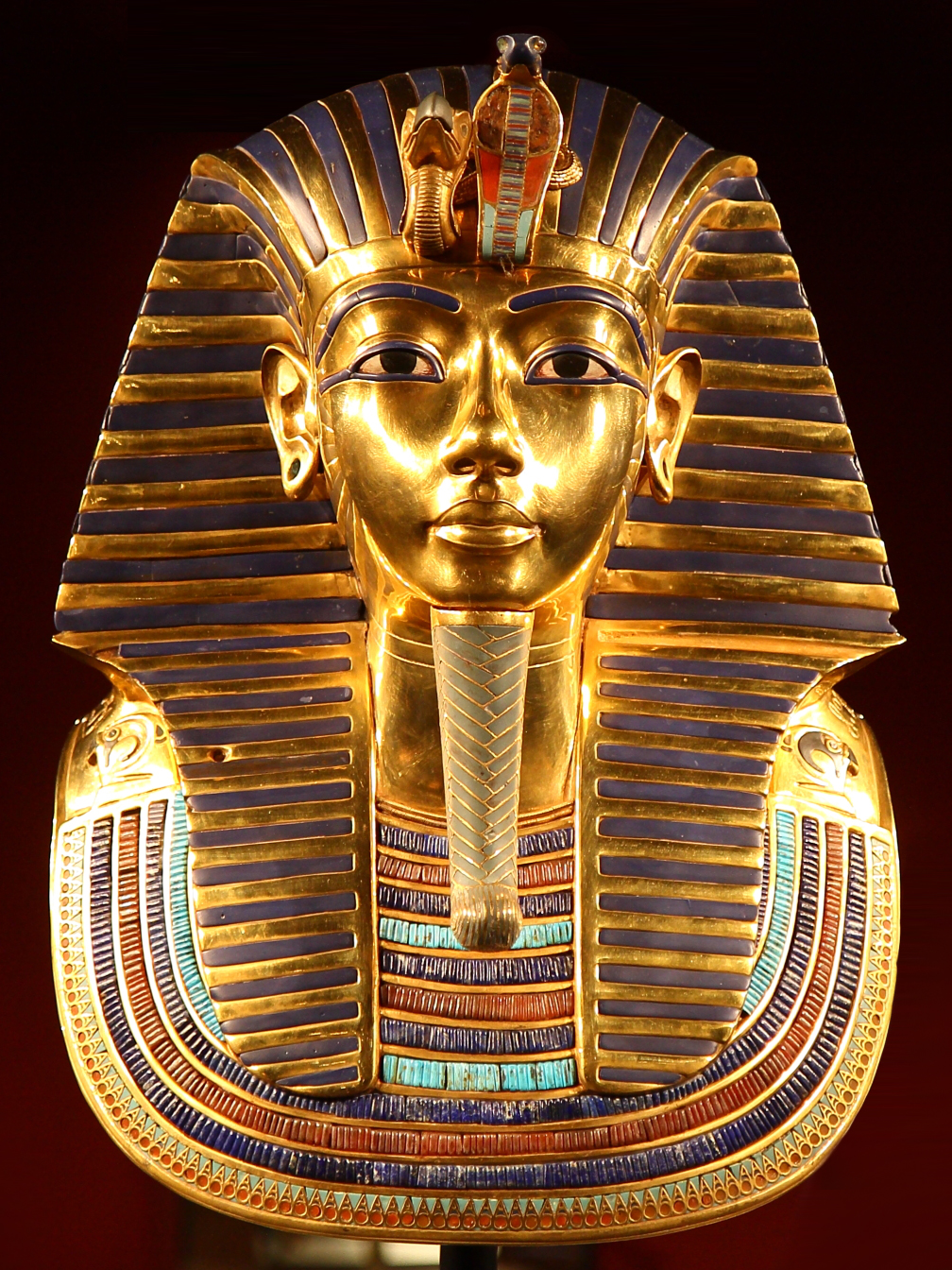
Réplica da máscara mortuária de Tutancâmon (no Museu Egípcio)